# دانشکده داروسازی لرستان
دانشکده داروسازی دانشگاه علوم پزشکی لرستان یکی از دانشکده‌های داروسازی ایران وابسته به دانشگاه علوم پزشکی لرستان در خرم‌آباد است.

## تاریخچه
دانشکده داروسازی لرستان در سال ۱۳۹۳ بنیانگذاری شد. هم‌اکنون ریاست این دانشکده را جواد قاسمیان برعهده دارد.